# Integrae servandae
Integrae Servandae is een apostolische brief, op 7 december 1965 motu proprio uitgevaardigd door paus Paulus VI, die strekte tot een reorganisatie van de congregatie die tot dan toe bekendstond als het Heilig Officie. 

## Achtergrond
Het Heilig Officie werd in 1542 met de apostolische constitutie Licet ab initio gesticht door paus Paulus III als Heilige Congregatie van de Universele Inquisitie met als doel het verdedigen van de Kerk tegen bedreigingen van werkelijke of vermeende ketterij. In 1908 veranderde paus Pius X, met de apostolische constitutie Sapienti consilio, de naam van deze instelling in Heilig Officie. Voor de praktijk van de werkzaamheden maakte dit overigens weinig verschil. Nog steeds was de voornaamste taak van deze dicasterie het opsporen en canoniek vervolgen van vermeende dwalingen. Die kwamen - zeker sinds Pius de oorlog had verklaard aan het modernisme - veelvuldig voor. Het Heilig Officie was binnen de Katholieke Kerk een gevreesd departement. Tijdens de zitting van het Tweede Vaticaans Concilie van 8 november 1963 maakte de Keulse kardinaal Joseph Frings zich tot spreekbuis van de critici van het Heilig Officie, toen hij verklaarde:
De manier waarop het Heilig Officie werkt, is niet meer van deze eeuw, zij schaadt de Kerk en geeft ergernis aan niet-katholieken. Ik weet hoe zwaar de taak is van hen die jarenlang in het Heilig Officie hebben gewerkt voor de verdediging van de geopenbaarde waarheid. Maar we moeten eisen dat het Heilig Officie aanvaardt dat niemand moet worden beschuldigd en veroordeeld zonder eerst gehoord te zijn, dat op hetzelfde moment zijn bisschop wordt ingelicht en dat de beschuldigde de aanklacht kent die tegen hem wordt ingebracht, en de gelegenheid krijgt te verbeteren wat hij heeft gezegd of geschreven.
Dit protest van kardinaal Frings kreeg enthousiast applaus van de concilievaders. Paus Paulus VI antwoordde op dit algemeen gesteunde verzoek tot hervorming van het Heilig Officie allereerst door de Index librorum prohibitorum af te schaffen. Vervolgens publiceerde hij dit motu proprio.

## De reorganisatie
Nadat de paus in deze brief eerst iets van de voorgeschiedenis schetst, citeert hij uit 1 Johannes 4, 18: volmaakte liefde sluit angst uit. En hij vervolgt door te zeggen dat de geloofsverdediging niet gestoeld dient te zijn op het vervolgen van dwalingen, maar op het positief uitdragen van de geloofsleer. En dat is, aldus de paus, in deze dagen vooral gediend met het bevorderen van goede theologie. De eerste - en meest in het oog springende - verandering was de verandering van de naam van het Heilig Officie in Congregatie voor de Geloofsleer. Een tweede nieuwigheid was dat de paus zelf als prefect van de congregatie zou gaan optreden. Dit betekende voor de prefect van het Heilig Officie, Alfredo Ottaviani, dat hij werd gedegradeerd tot pro-prefect.
Inhoudelijk veranderde er ook veel aan het werk van de Congregatie. Zo werd bepaald dat het werkterrein van de nieuwe congregatie door de paus, in samenspraak met de bisschoppen zou worden afgeperkt. Ook werd de congregatie opgedragen om over omstreden kwesties bijeenkomsten te beleggen, waar bepaalde aangelegenheden van verschillende kanten konden worden belicht. Ook werd het voortaan aan aangeklaagden toegestaan zich vooraf te verdedigen en zich - daartoe - te laten bijstaan door een advocaat. Het broederlijk corrigeren van dwalingen bleef een laatste redmiddel, maar het was niet meer het primaire doel van de nieuwe congregatie. In een interview met het Italiaanse blad La Gente gaf Ottaviani in 1966 toe dat al deze veranderingen een verbetering inhielden:
De beschuldigde heeft meer gelegenheid zich te verdedigen, zijn eigen mening te geven en daar discussie over te voeren. Wij zijn teruggekeerd tot de procedure zoals die voorzien was door paus Benedictus XIV. We moeten erkennen dat het Heilig Officie in de loop van de eeuwen van die procedure is afgeweken en die heeft vervangen door een autoritaire benadering. Het is betreurenswaardig dat dit is gebeurd
In 1967 werd Ottaviani overigens zelf prefect van de Congregatie, om een jaar later te worden opgevolgd door Franjo Šeper.